# 李怀俨
李怀俨（?—?），字仲思，唐朝大臣，祖籍陇西狄道，定籍金州安康，李袭志之子。
李怀俨以文才著名，唐太宗时参与《晋书》修撰。唐高宗时，担任兰台侍郎（秘书少监），朝廷大手笔，多是李怀俨及司文郎中崔行功之词。内府收藏四部群书，李怀俨受命与东台侍郎赵仁本、舍人张文瓘、崔行功相继充使检校，因为书写有污，贬为授郢州刺史。后在礼部侍郎任上去世。